# Clupeonella abrau
Clupeonella abrau је зракоперка из реда Clupeiformes и фамилије Clupeidae.

## Угроженост
Ова врста је крајње угрожена и у великој опасности од изумирања.

## Распрострањење
Врста је присутна у Русији, у језеру Абрау поред Новоросијска.

## Станиште
Станишта врсте су језера и језерски екосистеми и слатководна подручја.

## Подврсте
- Clupeonella abrau ssp. muhlisi